# Чуваш-Кубовська сільська рада
Чува́ш-Кубо́вська сільська рада (рос. Чуваш-Кубовский сельский совет) — муніципальне утворення у складі Іглінського району Башкортостану, Росія. Адміністративний центр — село Чуваш-Кубово.

## Населення
Населення — 3473 особи (2019, 2853 в 2010, 2421 в 2002).

## Склад
До складу поселення входять такі населені пункти:
| Населений пункт         | Населення, осіб (2002) | Населення, осіб (2010) |
| ----------------------- | ---------------------- | ---------------------- |
| Куршаки, присілок       | 210                    | 219                    |
| Новокубово, село        | 161                    | 283                    |
| Піщано-Лобово, присілок | 31                     | 110                    |
| Старокубово, село       | 455                    | 639                    |
| Чуваш-Кубово, село      | 1464                   | 1602                   |